# Premi d'assaig Ricard Torrents Bertrana
El Premi d'assaig Ricard Torrents Bertrana és un premi d'assaig en català convocat per la Universitat de Vic i l'editorial Eumo. Fou creat el 2021 per promoure la redacció i la difusió d’aquest gènere en llengua catalana. Hi poden optar obres d'assaig inèdites que tractin sobre qüestions relacionades amb les humanitats, les ciències, l'educació i la universitat. Té una dotació de 5.000 euros i la publicació de l’obra guanyadora per Eumo Editorial.
El premi porta el nom de l’assagista, traductor i crític literari Ricard Torrents i Bertrana que fou impulsor i primer rector de la Universitat de Vic, a més de fundador d’Eumo Editorial i se suma a les iniciatives que ell va liderar des de la consciència cultural i la militància cívica.

## Obres guanyadores
- 2021 Va de virus d'Albert Altés[3]
- 2022 L’Odissea de Mercè Rodoreda de Jordi Julià[4]
- 2023 La veritat literària de Teresa Pàmies de Montserrat Bacardí[5]
- 2024 Les bicicletes i els dies de Jordi Romeu i Rovira[6]